# Mark 37 (торпеда)

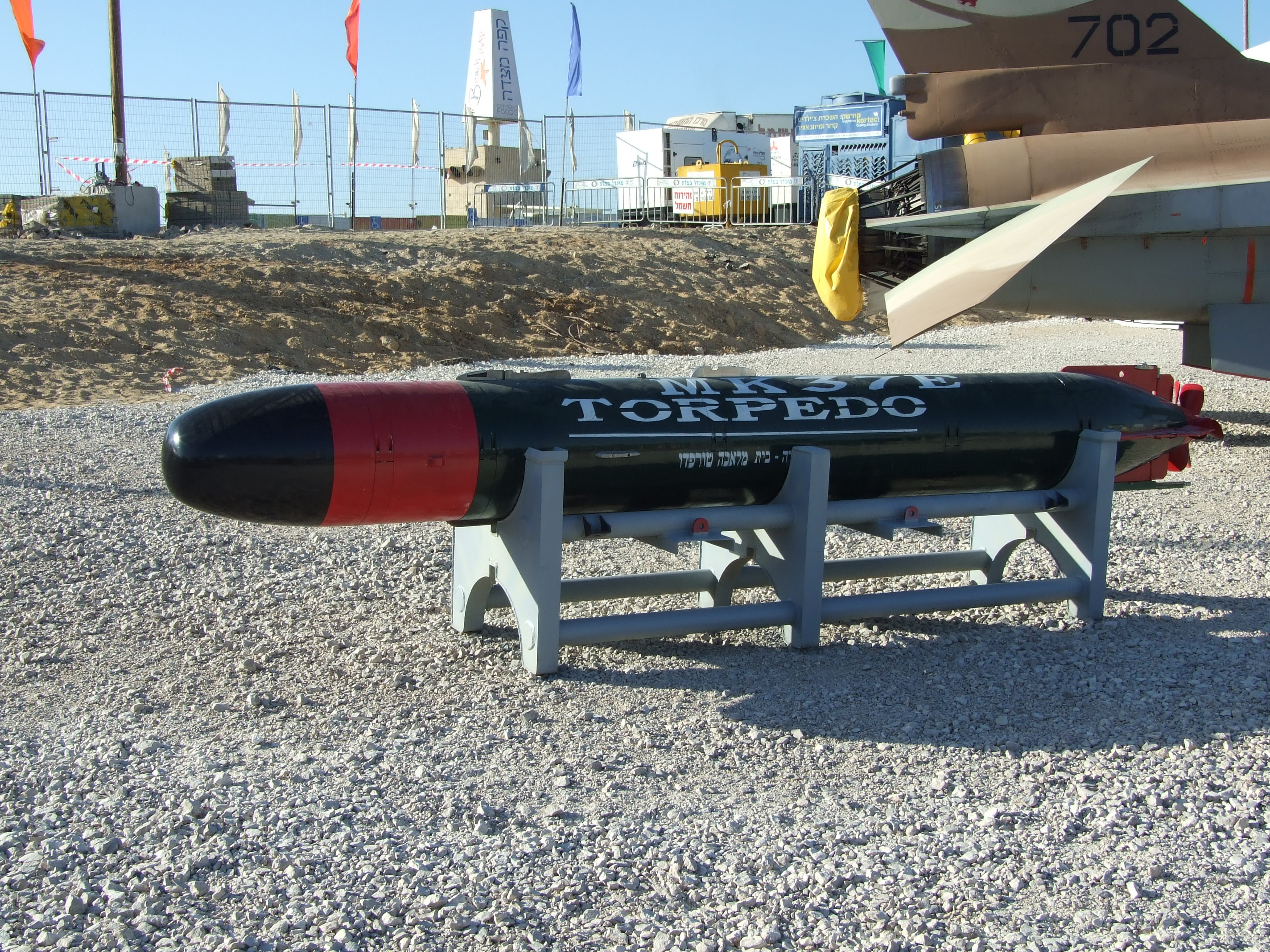

Mark 37 — американская 483-мм противолодочная торпеда, разработанная в США после Второй мировой войны и принятая на вооружение в начале 1950-х годов. Всего произведено более 3300 единиц. В 1970-х годах постепенно снималась с вооружения и продавалась иностранным флотам.

## История
Разработка торпеды начата в 1946 году компанией Westinghouse Electric (Шарон, шт. Пенсильвания) совместно с Гарвардской лабораторией подводной акустики (англ. Harvard Underwater Sound Laboratory, HUSL, Кембридж, шт. Массачусетс) и Исследовательской лабораторией боеприпасов Государственного университета Пенсильвании (англ. Ordnance Research Laboratory, ORL). Основным требованием к системе наведения был доплеровский сонар, позволявший отстраиваться от ложных целей на дне и на поверхности воды. Предварительные разработки по доплеровским сонарам проводились с 1942 года.
Торпеда разрабатывалась параллельно с торпедой Mk 35 аналогичного назначения. Основным отличием от последней был сварной алюминиевый корпус вместо литого алюминиевого у Mk 35. В дальнейшем Mk 37 была выбрана для серийного производства в качестве стандартной торпеды для подводных лодок. Кроме того, этой торпедой вооружались эсминцы, однако с появлением торпедного аппарата Mk 32 для этих целей стали применять лёгкие торпеды. Торпеда Mk 35 выпущена в небольшом количестве.

## Описание
Система наведения была сделана на базе активного самонаведения торпеды Mk 18 с добавлением пассивного канала. Был заново спроектирован корпус торпеды. В 1955—1956 годах для испытаний было произведено 30 торпед, вскоре после этого на Военно-морской фабрике боеприпасов (англ. Naval Ordnance Plant, Форест-Парк, шт. Иллинойс) началось серийное производство.
Благодаря электрическому двигателю не было необходимости выстреливать торпеду сжатым воздухом, что уменьшало её акустическую сигнатуру.
В начале траектории торпеда отходила по гироскопу на безопасное расстояние от носителя, затем включалось пассивное самонаведение, а последние 640 м пути — доплеровский активный сонар. Магнитострикционный акустический излучатель работал на частоте 60 кГц. Элементная база электронных схем — миниатюрные вакуумные лампы, которые в дальнейшем были заменены полупроводниковыми элементами.
В 1959 году Военно-морской станцией подводного оружия (англ. Naval Underwater Ordnance Station, Ньюпорт, шт. Род-Айленд) и компанией Vitro Co. (Силвер-Спринг, шт. Мэриленд) была разработана и начиная с 1960 года стала поступать на вооружение модификация торпеды с маркировкой Mod 1. Основным отличием этой модификации была возможность управления торпедой по проводам. С этой же целью были внесены изменения в конструкцию торпедного аппарата и систему управления подводной лодкой. Новая торпеда была длиннее, тяжелее и медленнее модификации Mod 0, но обеспечивала лучший поиск целей и возможности перехвата быстроходных подводных лодок. Управление этой модификацией осуществлялось по проводам.
Торопеда Mk 37 обеспечивала эффективный перехват целей со скоростями до 20 уз и глубиной погружения до 300 м. С появлением более скоростных и глубоководных лодок началась разработка более эффективных торпед. Некоторые из них (NT37C, D, E, F) основывались на конструкции торпеды Mk 37.
Начиная с 1967 года торпеды Mod 0 и Mod 1 прошли модернизацию, получив маркировку соответственно Mod 3 и Mod 2. Модернизация включала замену магнитострикционных излучателей на пьезоэлектрические, благодаря чему дальность обнаружения цели возросла с 640 до 900 м без потери чувствительности с увеличением глубины.
В торпеде применена аккумуляторная серебряно-цинковая батарея Mk 46. Известны случаи перегрева батарей этого типа, которые приводили к воспламенению и самопроизвольным взрывам. Практические торпеды используют в качестве вторичных батарей аккумуляторы.[прояснить] Мотор электрический двухскоростной, обеспечивающий скорость 17 уз. при дальности 21 км или 26 уз. при дальности 9,1 км.
Долгое время Mk 37 была основной противолодочной торпедой для подводных лодок ВМС США. В 1972 году началась её замена на Mk 48. Списанные торпеды подвергались модернизации и продавались иностранным государствам. В частности, торпеды с маркировкой NT-37C, у которых ламповая электроника была заменена полупроводниковой, а электродвигатель — двигателем внутреннего сгорания, поставлялась в Израиль.
Корпус торпеды Mk 37 используется в самоходной мине подводного базирования Mk 67. Мина принята на вооружение в 1983 и способна пройти более 18 км по мелководью, в каналах, бухтах и других районах, куда не имеют доступа корабли-постановщики мин. По достижении заданного района мина опускается на дно и действует как обычная донная мина.